# پاتس‌ویل (کنتاکی)
پاتس‌ویل (به انگلیسی: Pottsville) یک منطقهٔ مسکونی در ایالات متحده آمریکا است که در شهرستان گریوس، کنتاکی واقع شده‌است. پاتس‌ویل ۱۳۶٫۸۶ متر بالاتر از سطح دریا واقع شده‌است.